# Бесова, Елена Евгеньевна
Еле́на Евгеньевна Бе́сова (род. 8 июня 1966) — советская и российская дзюдоистка, бронзовая призёрка чемпионата Европы, участница Олимпийских игр.

## Карьера
Тренер — Александр Корнеев. На трёх чемпионатах СССР завоевала золото, серебро и бронзу в весовой категории до 72 килограмм. Также выигрывала чемпионат СНГ и чемпионат России 1992 года.
Участница Олимпийских игр 1992 года; в полутяжёлом весе не смогла пройти дальше 1/16 финала.